# Geerten Meijsing
Geerten Jan Maria Meijsing, né à Eindhoven le 9 aout 1950, est un écrivain et traducteur néerlandais.

## Jeunesse et premiers succès
Geerten Meijsing passa sa jeunesse à Haarlem où il étudia au lycée « Triniteitslyceum ». À la fin des années 1960, il créa avec Kees Snel et d’autres le collectif cinématographique Joyce & Co (une allusion à l’écrivain irlandais James Joyce). 
Sous le pseudonyme Joyce & Co il fit paraitre entre 1974 et 1986 une trilogie intitulée « La trilogie Erwin » comprenant Erwin. 5 oktober 1972 (1974), Michael van Mander (1979) et Cecilia (1986). Certains décrivirent cette trilogie comme une construction à la fois romantique et décadente  sur la morosité de la situation d’écrivain, d’autres comme un roman encyclopédique sur le  narcissisme (en littérature : Erwin), sur l’amitié (en peinture : Michael van Mander) et sur l’amour (en musique : Cecilia). 
En 1972, il fut, avec Kees Snel, Frans Verpoorten jr, Peter J. Muller et Coen van der Linden, l’un des fondateurs de l’Association Bob Evers.
En 1988, il obtint le prix de littérature AKO pour Veranderlijk en wisselvallig (Variable et changeant), publié sous son propre nom. Altijd de vrouw (Toujours la femme) fut également mis en nomination pour le même prix . En 1999, il reçut le Gouden Uil (le hibou d’or) et fut mis en nomination pour le prix Libris Literatuur Prijs pour son roman autobiographique Tussen mes en keel (Le couteau sur la gorge) traitant d’une dépression antérieure qui lança une polémique dans les médias sur le rôle de la psychiatrie.  En 2005, il publia conjointement avec sa sœur Doeschka Meijsing un roman double intitulé Moord & Doodslag (Meurtre et homicide), dans lequel la sœur, Doeschka, ici appelée Andrea, va visiter son frère Timbeer (Geerten) à Syracuse en Italie. Meijsing publia ensuite en 2007 son roman Siciliaanse Vesper (Vêpres siciliennes) dans lequel son alter ego, Erik Provenier, sombre à nouveau dans un amour tragique.  Dans ce livre, Provenier se remémore un amour de jeunesse, Wolf, avec qui il revisite en imagination sa chère Italie, avant de perdre celle-ci aux mains d’un voyageur de commerce littéraire, Jochem Suckert.

## Sous le pseudonyme Eefje Wijnberg
En 1981, Meijsing avait publié le roman Een meisjesleven (Une vie de jeune fille) sous le pseudonyme Eefje Wijnberg , certain que celui-ci créerait une certaine agitation dans le monde littéraire et connaitrait le succès sans que son propre nom y soit associé. En vain : les médias découvrirent rapidement qui se cachait sous ce pseudonyme et le roman se vendit mal. Une seconde édition parut en 1990, cette fois sous le nom de Meijsing, après l’obtention du prix littéraire AKO. Eefje devait reprendre vie, cette fois comme personnage de plusieurs de ses romans.
Le pseudonyme « Eefje Wijnberg » est une allusion à Everdina Huberta baronesse van Wijnbergen, la première épouse de Multatuli. Een meisjesleven est le premier roman d’une trilogie comportant aussi Veranderlijk en Wisselvallig (1987) et Altijd de Vrouw (1991).

## Association Geerten Meijsing
À l’occasion du soixantième anniversaire de Meijsing en aout 2010, divers admirateurs de Meijsing créèrent une association qui prit le nom de « Vrienden van de Vorm » (Amis de la forme). Meijsing fut ainsi le premier Néerlandais vivant à voir se créer une association autour de son nom. En mars 2011, l’association se transforma en fondation dont le but est « la promotion de l’œuvre de l’écrivain Geerten Meijsing, le soutien à l’écrivain pour lui permettre de créer de nouvelles œuvres, ainsi que, de façon générale, tout ce qui pourrait contribuer de façon directe ou indirecte, dans le sens le plus large du terme, à cette fin ». 
Le 5 octobre 2012, donc quarante ans après la publication de Erwin, 5 oktober 1972, se tint à Haarlem la célébration du jubilé de la trilogie Erwin à laquelle Meijsing participa en personne. À cette occasion, fut publié Eerste doden, laatste woorden, (Premiers morts, dernières paroles), qui contient un fragment d’un roman antérieur de Meijsing, ainsi qu’une édition spéciale consacrée à la conception de la trilogie « Erwin », contenant des notes tirées de cahiers d’exercice de Meijsing.
Geerten Meijsing a une fille, Iris, nommée d’après Iris Storm, un personnage du roman de Michael Arlen, The Green Hat. Il est le frère cadet de la romancière Doeschka Meijsing.

## Œuvre

### Romans
•	1974 - Erwin. 5 octobre 1972 (sous le pseudonyme Joyce & Co),   (ISBN 9029524642).
•	1979 - Michael van Mander (sous le pseudonyme Joyce & Co),  (ISBN 9029524650).
•	1979 - Zendbrief voor de lezers van Michael van Mander (sous le pseudonym Joyce & Co).
•	1981 - Een meisjesleven (sous le pseudonyme Eefje Wijnberg),  (ISBN 9029557923).
•	1982 - Erwins echo (sous le pseudonyme Joyce & Co),  (ISBN 902952460X).
•	1982 - Venetiaanse brieven en Calabrese dagboeken (sous le pseudonyme Joyce & Co),  (ISBN 9029524596).
•	1982 - Werkbrieven 1968-1981 (sous le pseudonyme Joyce & Co),  (ISBN 9065211160).
•	1986 - Cecilia (sous le pseudonyme Joyce & Co),  (ISBN 9029524545).
•	1986 - De koffer,  (ISBN 9070711214).
•	1987 - Veranderlijk en wisselvallig,   (ISBN 9029530928).
•	1989 - De venerische kunsten,  (ISBN 9021497093).
•	1990 - Een meisjesleven (deuxième edition sous son propre nom),   (ISBN 9029531223).
•	1991 - Altijd de vrouw,  (ISBN 9029531193).
•	1992 - De grachtengordel,   (ISBN 9029531169).
•	1993 - De palmen van Amsterdam (avec Kester Freriks),  (ISBN 902953124X).
•	1995 - De ongeschreven leer,  (ISBN 9029531126).
•	1997 - Tussen mes en keel,   (ISBN 9029530766).
•	1998 - Een witte raaf. Over Baron Corvo (Fr. Rolfe).
•	1999 - Kerstnacht in de kathedraal,   (ISBN 902573085X).
•	2000 - Dood meisje,   (ISBN 9029530707).
•	2000 - Stucwerk. Italiaanse impressies en episoden (Flanor),   (ISBN 9073202469).
•	2000 - Stucwerk (Notes de travail),   (ISBN 9029530790).
•	2000 - Το άγραφον δόγμα (traduction en grec de De ongeschreven leer),   (ISBN 9600328463).
•	2001 - De Erwin-trilogie,   (ISBN 9029530871).
•	2002 - De tovenaarsleerling,   (ISBN 9073202493).
•	2002 - Valse liefde,   (ISBN 9073202566).
•	2003 - Malocchio. Een Toscaanse jeugd,   (ISBN 9029530987).
•	2004 - De oude mens. Kerstverhaal.
•	2005 - Literaire roem,  (ISBN 9059141547).
•	2005 - Siciliaanse Brieven,   (ISBN 9076632081).
•	2005 - Moord & Doodslag (avec Doeschka Meijsing),  (ISBN 9021474867).
•	2005 - Van Como tot Syracuse. Reis door Italië met de grootste schrijvers en dichters ,  (ISBN 9025334245).
•	2005 - Kerstkinderen. Kerstverhaal.
•	2006 – Stukwerk,   (ISBN 9050186971).
•	2006 - De scootermeisjes van Ortigia (avec Frank Moll),   (ISBN 9076632103).
•	2006 - Noord-, Zuid-Limburgse Amateurmodellen.
•	2007 - Siciliaanse vespers,   (ISBN 9789050188845).
•	2007 - Hang- en sluitwerk. Dossier Meijsing (rédaction Jack van der Weide et Gerben Wynia ),   (ISBN 9789073202689).
•	2007 - De kerstpijp.
•	2009 - Waar ben ik? Ik ga naar huis!
•	2009 - PA – CT A19 (avec Willem Snitker)
•	2009 - De grote snelle schepenm: enkele reis,   (ISBN 9789085643364).
•	2009 - Gekte en sektarisme,   (ISBN 9789073202726).
•	2010 - Eenden uit de vijver. Kerstverhaal.
•	2010 - Zijn er eindeloos veel priemgetallen?
•	2010 - Erwins wake (sous le pseudonyme Joyce & Co).
•	2010 - Het Gissing-syndroom,   (ISBN 9789073202764).
•	2010 - Literair 2011. Een reis door mijn boekenkast,   (ISBN 9789054246992).
•	2011 - Eindtijd (lettre aux membres de l’association Amis de la forme – Vrienden van de Vorm).
•	2012 - Onwillekeurige dagboekfragmenten (cadeau du Nouvel An aux Amis de la forme).
•	2012 - Zendbrief aan de Vrienden van de Vorm (publiée par l’association des Amis de la forme).
•	2012 - Eerste doden, laatste woorden (publiée par la fondation Amis de la Forme).
•	2012 - Over de conceptie van de Erwin-trilogie (notes de travail) (publiée par la fondation des Amis de la forme à l’occasion de la célébration du quarantième anniversaire du 5 octobre 2012 à Haarlem).
•	2012 - Brief aan Giambattista Piranesi (avec Willem Snitker).
•	2013 - Een brief aan Nanne Tepper (cadeau du Nouvel An aux Amis de la forme).
•	2014 - Boedelbeschrijving (notes de travail – cadeau du Nouvel An aux Amis de la forme).
•	2014 - De toetssteen (sous forme de livre publié avec le texte de l’opéra La Pietra del Paragone de Rossini).
•	2016 - Brieven aan Nanne Tepper (avec une preface de Jack van der Weide).
•	2016 - De zuil (publié par la fondation des Amis de la forme).

### Traductions
•	1972 - William S. Burroughs - Naakte lunch. Traduction de l’anglais: The naked lunch (1959),  (ISBN 9029001739).
•	1973 - Emmett Grogan - Ringolevio. Spel van leven en dood.  Traduction de l’anglais: Ringolevio, A Life Played for Keeps (1972).  (ISBN 9026957181).
•	1973 - Jack Kerouac - Wildernis. Big Sur. Traduction de l’anglais: Big Sur (1962).  (ISBN 9026957262).
•	1975 - Charles Baudelaire - Arm België. Traduction du français: Pauvre Belgique (1864).  (ISBN 902950160X).
•	1975 - Div. auteurs - Vijf verhalen uit de Franse zwarte romantiek. Traduction du français: François-René de Chateaubriand, René (1802); Petrus Borel, Champavert (1833); 
Gustave Flaubert, Novembre (1842); Jules Barbey d'Aurevilly, Le Bonheur dans le crime (1874); Marcel Proust, La confession d'une jeune fille (1896),  (ISBN 9025305385).
•	1975 - Zelda Fitzgerald - Mag ik de wals? Traduction de l’anglais:  Save Me the Waltz (1932),  (ISBN 9025464408).
•	1978 - Fr. Rolfe – Hadrianus VII. Traduction de l’anglais:  Hadrian the Seventh (1904),  (ISBN 9029535938).
•	1981 - Richard Gilman - Decadentie. De merkwaardige geschiedenis van een etiket.   Traduction de l’anglais: Decadence. The strange life of an epithet (1975),  (ISBN 9029518049).
•	1981 - Stendhal - Brieven. Een keuze uit de correspondence. Traduction du français: Correspondance (1927),   (ISBN 9029546727).
•	1982 - Palinurus - Het rusteloze graf.  Traduction de l’anglais:  The Unquiet Grave (1944),  (ISBN 9029233192).
•	1984 - Norman Douglas – Terugblik.  Traduction de l’anglais: Looking back (1934),  (ISBN 9029513136).
•	1985 - Marcel Proust - Brieven 1885-1905. Traduction du français: Correspondance de Marcel Proust I-VI (1926 ff.),  (ISBN 9029534133).
•	1986 - Gobineau - De rode zakdoek, gevolgd door Adélaïde.Traduction du français: Le mouchoir rouge (1872); Adélaïde (1869),  (ISBN 9029516704).
•	1986 - Fr. Rolfe – Brieven uit Venetië. Traduction de l’anglais: The Venice letters (1974),  (ISBN 9020422456).
•	1987 - Andrew Holleran – Arubaanse nachten.  Traduction de l’anglais: Nights in Aruba (1983),  (ISBN 9020427180).
•	1988 - Paul Morand – Venetiës. Traduction du français: Venise (1971),   (ISBN 9029531967).
•	1989 - Annie Ernaux – Een vrouw. Traduction du français: Une femme (1987),   (ISBN 9029515678).
•	1989 - George Gissing – De intieme geschriften van Henry Ryecroft.  Traduction de l’anglais:  The private papers of Henry Ryecroft (1903),  (ISBN 9029517409)
•	1990 - Joris-Karl Huysmans – Uit de diepte. Traduction du français : Là-Bas (1891),  (ISBN 9029522186).
•	1990 - Frédéric Vitoux – Gioacchino Rossini. Traduction du français : Gioacchino Rossini (1982),  (ISBN 9029254238).
•	1998 - Gianni Farinetti – In de beste families. Traduction de l’italien : Un delitto fatto in casa (1996),  (ISBN 9029516186).
•	2012 - Pietro Aretino - Wellustige sonnetten. Traduction de l’italien : Sonetti Lussuriosi (1524), (avec Jan-Paul van Spaendonck et Jimi Dams).